# 王詡 (南漢)
王诩，五代十国时南海人，南汉官员。
乾亨初年举进士，拜为南汉的中书舍人。王诩曾经进献《白龙颂》。大有七年（934年），南汉修成昭阳殿，王诩作《昭阳殿赋》奏上。当时献赋之人数十百，王诩被称为第一。